# Carl Lorenz
Carl Lorenz, född 27 november 1913 i Chemnitz, död 25 november 1993 i Berlin, var en tysk tävlingscyklist.
Lorenz blev olympisk guldmedaljör i tandem vid sommarspelen 1936 i Berlin.